# جوردن بروت
جوردن بروت (بالإنجليزية: Jordan Pruitt)‏ هي مغنية وموسيقية أمريكية، ولدت في 19 مايو 1991 في هارتفورد في الولايات المتحدة.

## وصلات خارجية
- الموقع الرسمي
- جوردن بروت على موقع IMDb (الإنجليزية)
- جوردن بروت على موقع ميوزك برينز (الإنجليزية)
- جوردن بروت على موقع ديسكوغز (الإنجليزية)
- جوردن بروت على موقع قاعدة بيانات الفيلم (الإنجليزية)